# Forn de Can Mirot
El Forn de Can Mirot és una obra de Maçanet de la Selva (Selva) inclosa a l'Inventari del Patrimoni Arquitectònic de Catalunya. És una estructura rectangular en estat pèssim de conservació.

## Història
L'activitat terrissera de Can Mirot es remunta al segle xix, des de quan s'hi fabricaven rajols, teules, rajoles… El forn que es conserva funcionà durant els anys 1920 i 1941.